# August Malmström
Johan August Malmström (14 ottobre 1829 – 18 ottobre 1901) è stato un pittore e illustratore svedese.
Fu professore presso la Reale Accademia delle Belle Arti Svedesi dal 1867 al 1894, diventandone direttore dal 1887 al 1893.

## Attività

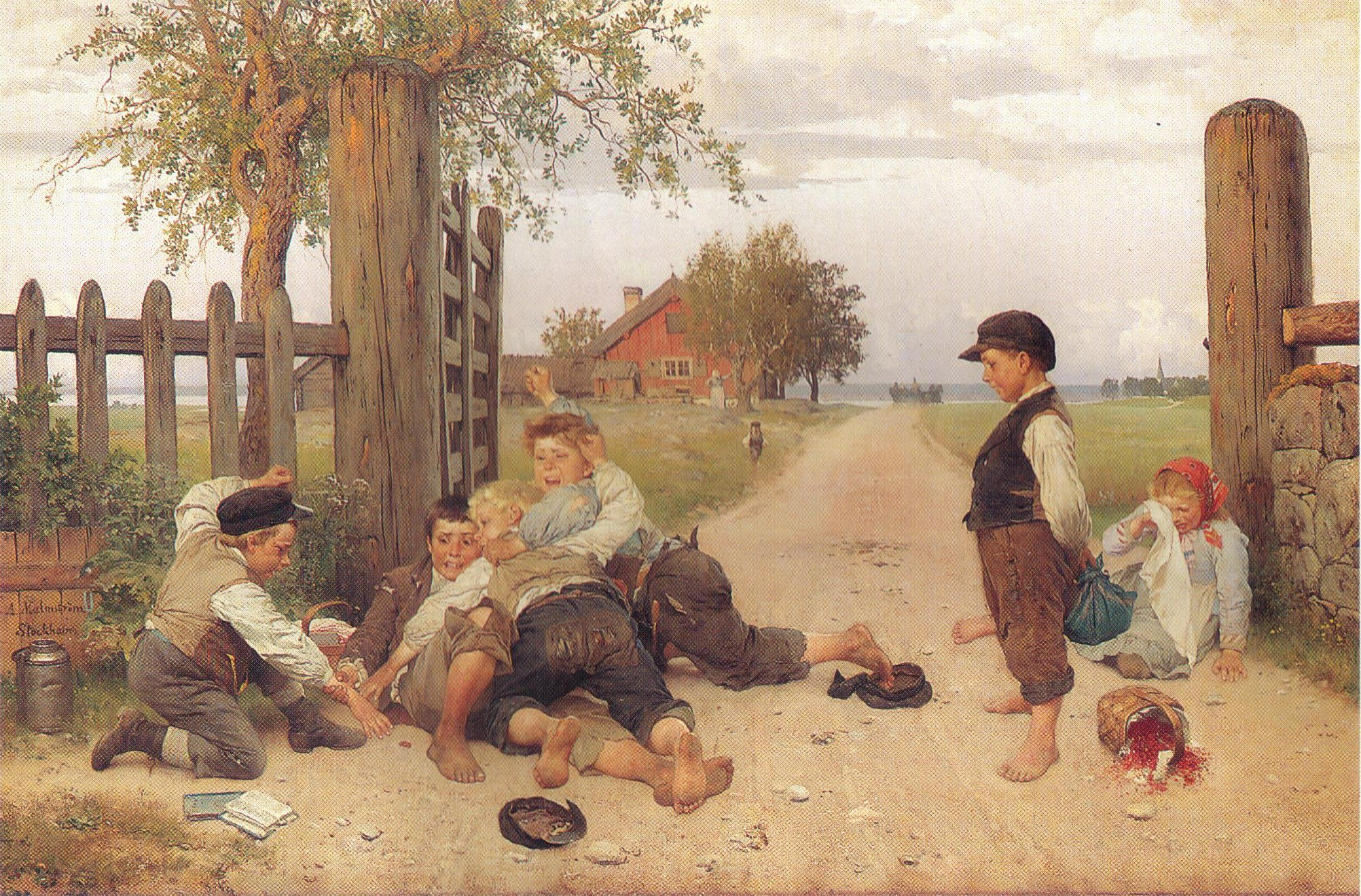
Grindslanten (1885)

Attratto dalla corrente romantica nazionale del goticismo, fece ampio ricorso ai temi della mitologia norrena. Fu molto apprezzato anche per i suoi motivi rurali con bambini. Il suo dipinto più famoso è Grindslanten, realizzato nel 1885.
Produsse inoltre numerose illustrazioni per diverse testate giornalistiche e tipografie di libri, in particolare per i poemi Saga di Frithiofs di Esaias Tegnér, e Fänrik Ståls sägner (Le avventure dell'alfiere Stål) di Johan Ludvig Runeberg.
Malmström ha lavorato anche come progettista di mobili e disegnatore di modelli per le porcellane Gustavsberg.

## Opere principali
- Kung Heimer och Aslög
- Ingeborg mottager underrättelsen om Hjalmars död
- Blenda uppmanar Värendskvinnorna till strid
- Bråvalla slag
- Älvalek
- Kung Sverres tåg till Norge
- Sista paret ut
- Skvallerbyttan
- Grindslanten
- En anatomilektion (Lezione di anatomia del professor Curman ai suoi studenti)

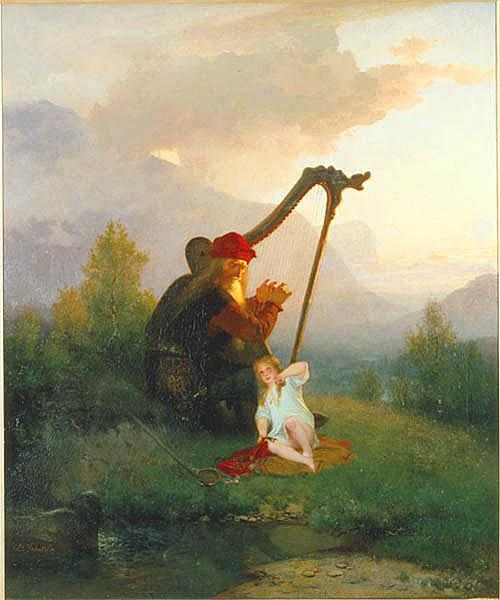
Re Heimer ed Aslög (1856)
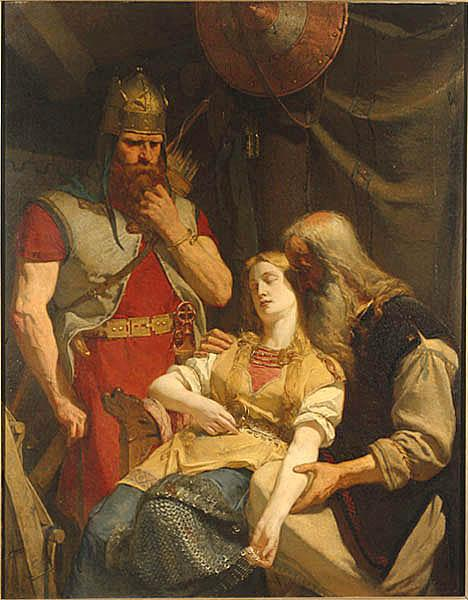
Ingeborg riceve la notizia della morte di Hjalmar (1859)
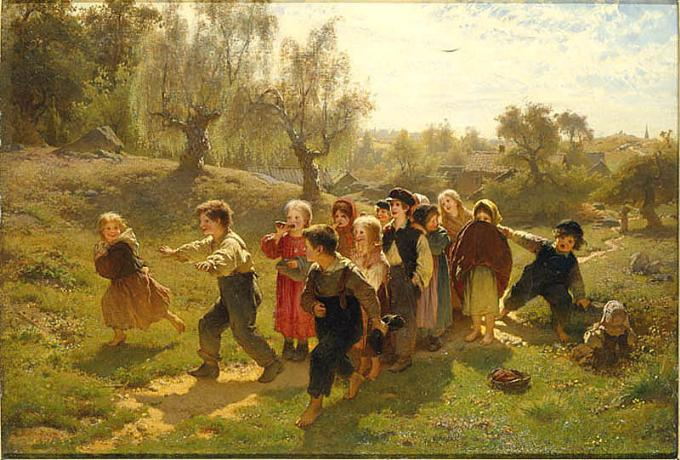
Sista paret ut (Il gioco all'aperto, 1861)
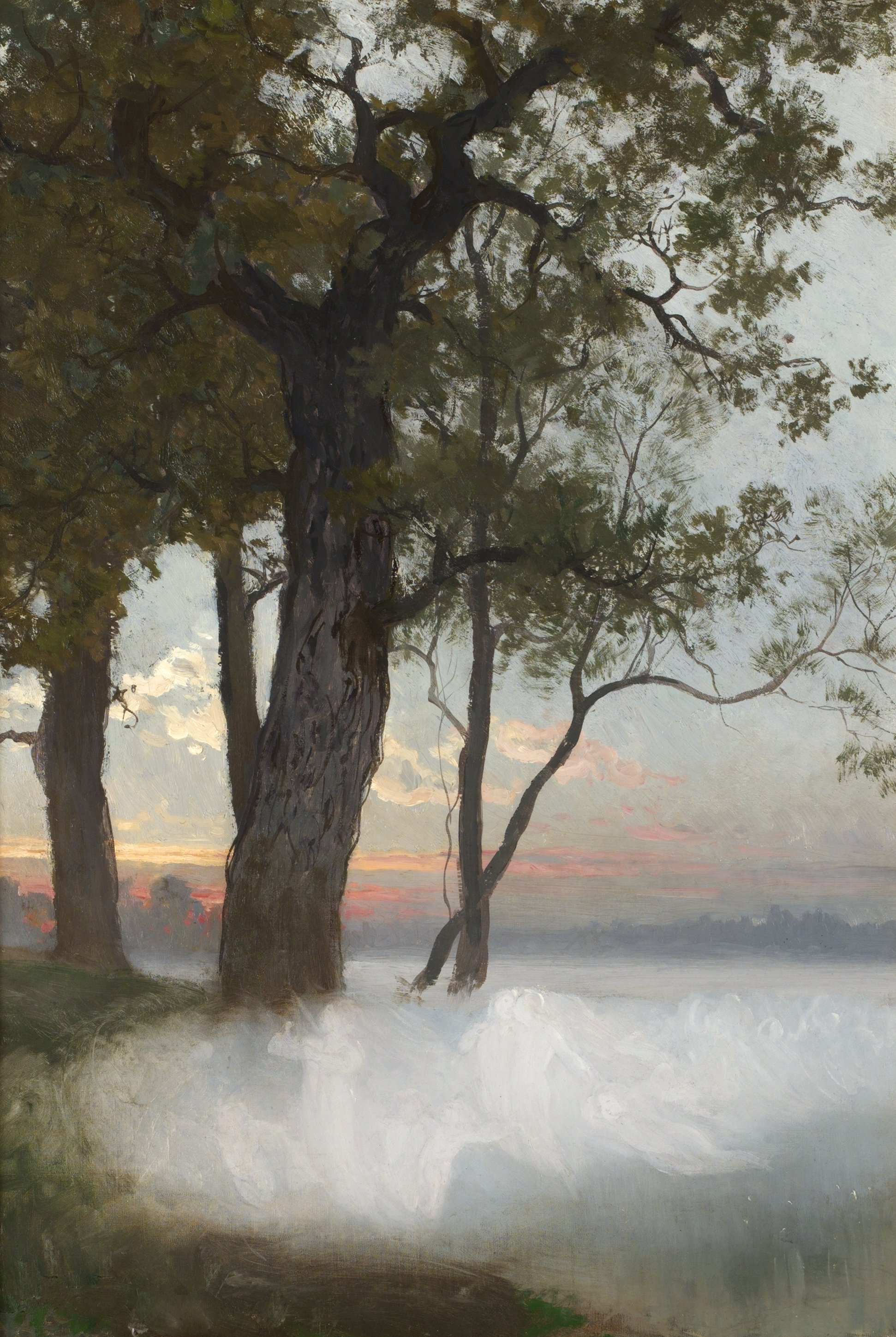
Älvalek (studio per Fate danzanti, 1866)